# Monako na Letnich Igrzyskach Olimpijskich 1984
Monako na Letnich Igrzyskach Olimpijskich 1984 w Los Angeles reprezentowało 8 zawodników, wyłącznie mężczyzn: czterech w strzelectwie oraz po jednym w łucznictwie, szermierce, judo i pływaniu. Najmłodszym reprezentantem kraju był szermierz Olivier Martini (19 lat 70 dni), a najstarszym strzelec Pierre Boisson (54 lata 53 dni). Nie zdobyto żadnego medalu.
Był to dwunasty start reprezentacji Monako na letnich igrzyskach olimpijskich.

## Judo
Mężczyźni
- Waga do 86 kg[1]
  - Eric-Louis Bessi – 18. miejsce

## Łucznictwo
Mężczyźni
| Konkurencja          | Zawodnik      | Runda I | Runda I | Runda I | Runda I | Runda I | Runda II | Runda II | Runda II | Runda II | Runda II | Klasyfikacja końcowa | Klasyfikacja końcowa |
| Konkurencja          | Zawodnik      | 30 m    | 50 m    | 70 m    | 90 m    | Miejsce | 30 m     | 50 m     | 70 m     | 90 m     | Miejsce  | Punkty               | Miejsce              |
| -------------------- | ------------- | ------- | ------- | ------- | ------- | ------- | -------- | -------- | -------- | -------- | -------- | -------------------- | -------------------- |
| Turniej indywidualny | Gilles Cresto | 335     | 300     | 306     | 268     | 39.     | 339      | 305      | 292      | 244      | 41.      | 2389                 | 39.                  |

## Pływanie
Mężczyźni
| Konkurencja                | Zawodnik        | Eliminacje | Eliminacje | Ćwierćfinały    | Ćwierćfinały    | Półfinały       | Półfinały       | Finał           | Finał           |
| Konkurencja                | Zawodnik        | Wynik      | Miejsce    | Wynik           | Miejsce         | Wynik           | Miejsce         | Wynik           | Miejsce         |
| -------------------------- | --------------- | ---------- | ---------- | --------------- | --------------- | --------------- | --------------- | --------------- | --------------- |
| 100 metrów stylem dowolnym | Jean-Luc Adorno | 56,38      | 56.        | → Nie awansował | → Nie awansował | → Nie awansował | → Nie awansował | → Nie awansował | → Nie awansował |

## Strzelectwo
Mężczyźni
| Konkurencja                      | Zawodnik               | Runda I | Runda II | Runda III | Runda IV | Runda V | Runda VI | Klasyfikacja końcowa | Klasyfikacja końcowa |
| Konkurencja                      | Zawodnik               | Runda I | Runda II | Runda III | Runda IV | Runda V | Runda VI | Wynik                | Miejsce              |
| -------------------------------- | ---------------------- | ------- | -------- | --------- | -------- | ------- | -------- | -------------------- | -------------------- |
| Pistolet dowolny 50 m            | Jean-Pierre Gasparotti | 76      | 87       | 88        | 90       | 87      | 85       | 513                  | 48.                  |
| Pistolet dowolny 50 m            | Joël Nigiono           | 83      | 79       | 88        | 87       | 84      | 84       | 505                  | 50.                  |
| Karabin małokalibrowy leżąc 50 m | Pierre Boisson         | 95      | 97       | 93        | 96       | 94      | 98       | 563                  | 69.                  |
| Trap                             | Jean-Marie Repaire     |         |          |           |          |         |          | 161                  | 62.                  |

## Szermierka
Mężczyźni
| Konkurencja          | Zawodnik        | Runda I                                                                     | Ćwierćfinały                                               | Półfinały             | Finał                 |
| -------------------- | --------------- | --------------------------------------------------------------------------- | ---------------------------------------------------------- | --------------------- | --------------------- |
| Szabla indywidualnie | Olivier Martini | Giovanni Scalzo P Ioan Pop P Peter Westbrook P Atilio Tass P James Kreglo W | Marin Mustață P Pierre Guichot P Wang Ruiji P Mark Slade P | → Nie awansował dalej | → Nie awansował dalej |